# 星樁箭石
星樁箭石（學名：Actinocamax）是生存在晚白堊紀海洋中的一屬箭石。其化石分布於丹麥、德國、瑞典、英國、格陵蘭和美國等地。